# 1ª Lega 2019-2020
La 1ª Lega 2019-2020 è stata la 98ª edizione di tale torneo del campionato svizzero di calcio. Il campionato è iniziato il 4 agosto 2019 ma fu sospeso definitivamente il 25 febbraio 2020 a causa della Pandemia di COVID-19

## Stagione

### Formula
Le 42 squadre partecipanti vengono suddivise in tre gruppi da 14 squadre ciascuno e si affrontano in un girone all'italiana con partite di andata e ritorno. Al termine della regular season, le prime e seconde classificate di ciascun gruppo, più le due migliori terze accedono ai play-off. Le squadre Under-21 possono essere ammesse solo se in Promotion League non vi partecipavano già 4 formazioni, a meno che una di quest'ultime non retrocede in Prima Lega.
Gli spareggi prevedono un primo turno con partite di andata e ritorno mediante i seguenti accoppiamenti:
- migliore 1ª classificata vs peggiore 3ª classificata. Se entrambe provengono dallo stesso gruppo, l'avversaria sarà l'altra 3ª classificata;
- seconda 1ª classificata vs migliore 3ª classificata;
- peggiore 1ª classificata vs peggiore 2ª classificata. Se entrambe provengono dallo stesso gruppo, l'avversaria sarà la seconda 2ª classificata;
- le restanti due squadre formano l'ultimo accoppiamento.

Le quattro squadre vincitrici del doppio confronto affrontano successivamente un secondo turno, sempre con partite di andata e ritorno, per decretare le due promozioni in Promotion League. Gli accoppiamenti vengono definiti tramite sorteggio.

## Gruppo 1

### Classifica
|  | Pos. | Squadra              | Pt | G  | V | N | P | GF | GS | DR  |
|  | ---- | -------------------- | -- | -- | - | - | - | -- | -- | --- |
|  | 1.   | Losanna II           | 30 | 14 | 9 | 3 | 2 | 37 | 18 | +19 |
|  | 2.   | Oberwallis Naters    | 27 | 14 | 8 | 3 | 3 | 25 | 14 | +11 |
|  | 3.   | Meyrin               | 25 | 14 | 8 | 1 | 5 | 26 | 24 | +2  |
|  | 4.   | Bulle                | 24 | 14 | 7 | 3 | 4 | 30 | 19 | +11 |
|  | 5.   | Echallens            | 23 | 14 | 6 | 5 | 3 | 30 | 15 | +15 |
|  | 6.   | Young Boys II        | 22 | 14 | 6 | 4 | 4 | 34 | 21 | +13 |
|  | 7.   | Vevey                | 22 | 14 | 7 | 1 | 6 | 24 | 22 | +2  |
|  | 8.   | Olimpique-de-Genève  | 18 | 14 | 4 | 6 | 4 | 17 | 17 | 0   |
|  | 9.   | Lancy                | 18 | 14 | 5 | 3 | 6 | 24 | 31 | -7  |
|  | 10.  | Martigny             | 17 | 14 | 4 | 5 | 5 | 22 | 27 | -5  |
|  | 11.  | Chênois              | 13 | 14 | 3 | 4 | 7 | 19 | 27 | -8  |
|  | 12.  | Terre Sainte         | 13 | 14 | 3 | 4 | 7 | 18 | 33 | -15 |
|  | 13.  | La Chaux-De-Fonds    | 12 | 14 | 3 | 3 | 8 | 13 | 27 | -14 |
|  | 14.  | Azzurri Losanna (-3) | 2  | 14 | 0 | 5 | 9 | 8  | 32 | -24 |

Legenda:
      Ammessa ai play-off per la promozione in Promotion League 2020-2021.
      Retrocessa in Seconda Lega interregionale 2020-2021.
Regolamento:
Tre punti a vittoria, uno a pareggio, zero a sconfitta.
Note:
L'Azzurri Losanna ha scontato 3 punti di penalizzazione.

## Gruppo 2

### Classifica
|  | Pos. | Squadra         | Pt | G  | V  | N | P  | GF | GS | DR  |
|  | ---- | --------------- | -- | -- | -- | - | -- | -- | -- | --- |
|  | 1.   | Delémont        | 30 | 14 | 10 | 0 | 4  | 34 | 23 | +11 |
|  | 2.   | Wohlen          | 28 | 14 | 9  | 1 | 4  | 33 | 24 | +9  |
|  | 3.   | Bienne          | 27 | 14 | 8  | 3 | 3  | 38 | 19 | +19 |
|  | 4.   | Grasshoppers II | 25 | 14 | 8  | 1 | 5  | 43 | 27 | +16 |
|  | 5.   | Baden           | 23 | 14 | 6  | 5 | 3  | 33 | 23 | +10 |
|  | 6.   | Soletta         | 20 | 14 | 6  | 2 | 6  | 31 | 29 | +2  |
|  | 7.   | Muttenz         | 20 | 14 | 6  | 2 | 6  | 26 | 30 | -4  |
|  | 8.   | Bassecourt      | 19 | 14 | 4  | 7 | 3  | 25 | 22 | +3  |
|  | 9.   | Schötz          | 18 | 14 | 4  | 6 | 4  | 29 | 34 | -5  |
|  | 10.  | Langenthal      | 18 | 14 | 5  | 3 | 6  | 24 | 30 | -6  |
|  | 11.  | Lucerna II      | 15 | 14 | 4  | 3 | 7  | 31 | 34 | -3  |
|  | 12.  | Buochs          | 15 | 14 | 4  | 3 | 7  | 24 | 33 | -9  |
|  | 13.  | Goldau          | 10 | 14 | 2  | 4 | 8  | 25 | 47 | -22 |
|  | 14.  | Zugo            | 5  | 14 | 1  | 2 | 11 | 15 | 36 | -21 |

Legenda:
      Ammessa ai play-off per la promozione in Promotion League 2020-2021.
      Retrocessa in Seconda Lega interregionale 2020-2021.
Regolamento:
Tre punti a vittoria, uno a pareggio, zero a sconfitta.

## Gruppo 3

### Classifica
|  | Pos. | Squadra             | Pt | G  | V  | N | P  | GF | GS | DR  |
|  | ---- | ------------------- | -- | -- | -- | - | -- | -- | -- | --- |
|  | 1.   | Tuggen              | 34 | 14 | 11 | 1 | 2  | 39 | 17 | +22 |
|  | 2.   | Wettswil-Bonstetten | 30 | 14 | 9  | 3 | 2  | 24 | 13 | +11 |
|  | 3.   | Linth 04            | 26 | 14 | 8  | 2 | 4  | 23 | 12 | +11 |
|  | 4.   | Winterthur II       | 24 | 14 | 7  | 3 | 4  | 26 | 17 | +9  |
|  | 5.   | Höngg               | 22 | 14 | 6  | 4 | 4  | 31 | 25 | +6  |
|  | 6.   | Paradiso            | 21 | 14 | 6  | 3 | 5  | 23 | 21 | +2  |
|  | 7.   | Red Star Zurigo     | 21 | 14 | 6  | 3 | 5  | 27 | 26 | +1  |
|  | 8.   | Kosova Zurigo       | 18 | 14 | 5  | 3 | 6  | 20 | 23 | -3  |
|  | 9.   | Eschen/Mauren       | 16 | 14 | 4  | 4 | 6  | 24 | 31 | -7  |
|  | 10.  | Balzers             | 15 | 14 | 4  | 3 | 7  | 19 | 34 | -15 |
|  | 11.  | San Gallo II        | 14 | 14 | 4  | 2 | 8  | 22 | 32 | -10 |
|  | 12.  | Dietikon            | 14 | 14 | 4  | 2 | 8  | 22 | 32 | -10 |
|  | 13.  | Gossau              | 12 | 14 | 3  | 3 | 8  | 19 | 23 | -4  |
|  | 14.  | Thalwil             | 8  | 14 | 2  | 2 | 10 | 16 | 29 | -13 |

Legenda:
      Ammessa ai play-off per la promozione in Promotion League 2020-2021.
      Retrocessa in Seconda Lega interregionale 2020-2021.
Regolamento:
Tre punti a vittoria, uno a pareggio, zero a sconfitta.